# Al-Masara

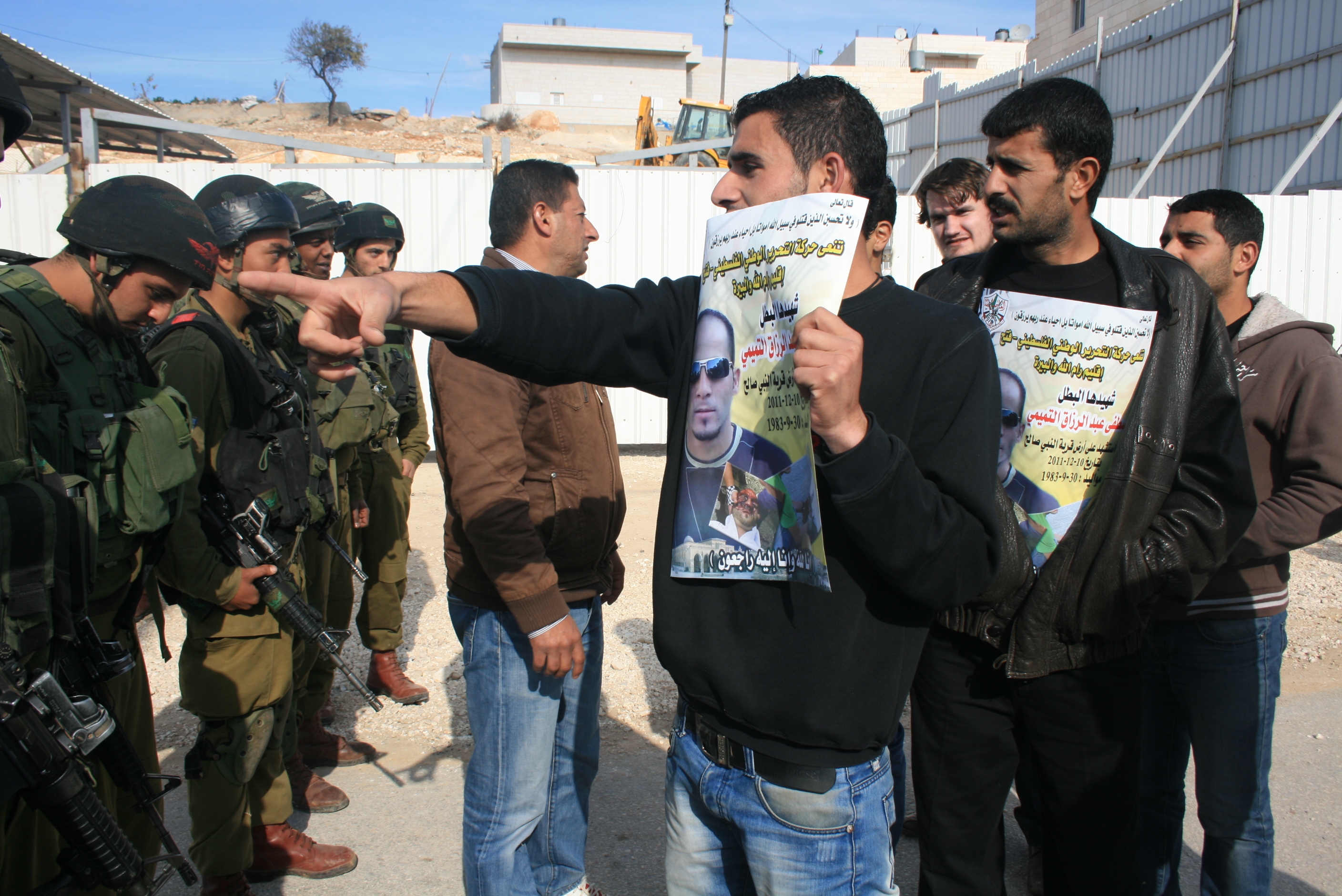
Protesten in Al-Masara

Al-Masara (Arabisch: المعصرة, betekent: de pers) is een Palestijns dorp op de Westelijke Jordaanoever, 6,2 km ten zuidwesten van Bethlehem.
Khallet al-Haddad ligt ten oosten ervan.
In 2008 woonden er 803 mensen volgens het Palestijns Centraal Bureau voor Statistiek.
Sinds het Byzantijnse Rijk staat er een olijvenpers, waaraan het dorp zijn naam ontleent.
Het moderne dorp is in 1930 gesticht door de Arabische stammen al-Zawahra en at-Ta'mirah.
Er is een dorpsraad van zeven leden onder leiding van Mahmoud Alaeddin.
Er is een moskee, een lagere en een middelbare school. Landbouw maakt 70% van de economie uit en bouw 16%.
De oppervlakte beslaat 973 dunams, waarvan dunams bebouwd en 505 dunams landbouwgrond.